# Mister Germany
 (avril 2024).
Si vous disposez d'ouvrages ou d'articles de référence ou si vous connaissez des sites web de qualité traitant du thème abordé ici, merci de compléter l'article en donnant les références utiles à sa vérifiabilité et en les liant à la section « Notes et références ».
Mister Germany est un concours de beauté nationale destiné aux hommes âgés de 16 à 35 ans en Allemagne, annoncé par divers organisateurs depuis 1993.
L'Oldenburger MGC-Miss Germany Corporation est l'unique organisateur du concours depuis 2000 : cette année-là, la société enregistre le titre en tant que marque auprès de l'Office européen des marques (Office de l'Union européenne pour la propriété intellectuelle) à Alicante et obtient ainsi l'exclusivité des droits.

## Palmarès

### Mister Germany: MGC – Miss Germany Corporation GmbH, Oldenburg
| Année     | Nom               | Région d'origine                    | Lieu de l'élection                  |
| --------- | ----------------- | ----------------------------------- | ----------------------------------- |
| 1993-1994 | Steffen Hombaum   | Wittenberg                          | Schwäbisch Gmünd, Diskothek Empire  |
| 1995      | Dirk Wellnitz     | Erfurt                              | Cologne, Maritim Hotel              |
| 1996      | Andreas Palinske  | Erfurt (Mr. Thüringen)              | Berlin, Friedrichstadt-Palast       |
| 1997      | Michael Lisius    | Eisenberg                           | Berlin, Friedrichstadt-Palast       |
| 1998      | Adrian Ursache    | Berlin                              | Berlin, Space Dream Musical Theater |
| 1999      | Florian Roski     | Nuremberg (Mr. Süddeutschland)      | Berlin, Estrel Festival Center      |
| 2000      | Marcel Barkowski  | Berlin                              | Berlin, Estrel Convention Center    |
| 2001      | Thomas Köhler     | Ebenhausen                          | Berlin, Estrel Convention Center    |
| 2002      | Joachim Federer   | Berg/Neumarkt (Mr. Süddeutschland)  | Linstow, Van der Valk Resort        |
| 2003      | Ralph Schulz      | Waldshut (Mr. Süddeutschland)       | Brême, Aladin Music Hall            |
| 2004      | Marco Albat       | Hanovre (Mr. Niedersachsen)         | Borkum, Kurhaus der Nordseeinsel    |
| 2005      | Christian Vogler  | Stendal (Mr. Sachsen-Anhalt)        | Linstow, Van der Valk Resort        |
| 2006-2007 | Dennis Müller     | Berlin (Mr. Berlin)                 | Linstow, Van der Valk Resort        |
| 2007-2008 | Werner Krieger    | Bonn (Mr. Nordrhein-Westfalen)      | Linstow, Van der Valk Resort        |
| 2008-2009 | Dirk Schlemmer    | Leingarten (Mr. Baden-Württemberg)  | Linstow, Van der Valk Resort        |
| 2009-2010 | Mete Kaan Yaman   | Brême (Mr. Bremen)                  | Linstow, Van der Valk Resort        |
| 2010-2011 | Muhamed Durakovic | Schwäbisch Gmünd (Mr. Photogenic)   | Linstow, Van der Valk Resort        |
| 2011-2012 | Almondy Rose      | Gehrden (Mr. Niedersachsen)         | Linstow, Van der Valk Resort        |
| 2012-2013 | Jörn Kamphuis     | Berlin (Mr. Berlin)                 | Linstow, Van der Valk Resort        |
| 2013-2014 | Oliver Sanne      | Düsseldorf (Mr. Westdeutschland)    | Linstow, Van der Valk Resort        |
| 2014-2015 | Robin Wolfinger   | Iserlohn                            | Linstow, Van der Valk Resort        |
| 2015-2016 | Florian Molzahn   | Solingen (Mister Westdeutschland)   | Linstow, Van der Valk Resort        |
| 2016-2017 | Dominik Bruntner  | Hochdorf (Mister Baden-Württemberg) | Linstow, Van der Valk Resort        |
| 2017-2018 | Pascal Unbehaun   | Erfurt (Mister Mitteldeutschland)   | Linstow, Van der Valk Resort        |
| 2018-2019 | Sasha Sasse       | Leipzig (Mister Mitteldeutschland)  | Linstow, Van der Valk Resort        |

Le concours se déroule de 1995 à 2001 dans le cadre d'un événement conjoint avec l'élection de Miss Germany.

### Mister Germany: MGA – Miss Germany Association GmbH, Bergheim bei Köln
| Année     | Nom              | Région d'origine                         | Lieu de l'élection               |
| --------- | ---------------- | ---------------------------------------- | -------------------------------- |
| 1993      | Thomas Sasse     | Berlin                                   | ?                                |
| 1994      | Sascha Rose      | Düsseldorf                               | Dorf Münsterland                 |
| 1995      | Andreas Sasse    | Weil der Stadt (Baden-Württemberg)       | Nuremberg                        |
| 1996      | Mario Schuster   | Eilenburg                                | Münster                          |
| 1997-1998 | Tamme Boh Tjarks | Eckernförde (Mr. Mecklenburg-Vorpommern) | Nordhausen, Diskothek Alte Mühle |

Thomas Sasse remporte le concours Manhunt international à Gold Coast (Australie) en 1993.

### Mister Germany: MGO – Miss Germany Organisation GmbH, Bergheim bei Köln
| Année | Nom           | Région d'origine    | Lieu de l'élection |
| ----- | ------------- | ------------------- | ------------------ |
| 1999  | Patrick Urban | Gießen-Klein-Linden | ?                  |

Patrick Urban est élu Mister Intercontinental à Nuremberg en 1999.

### Mister Deutschland: MGO – Komitee Miss Deutschland, Bergheim bei Köln
| Année   | Nom                   | Région d'origine                   | Lieu de l'élection           |
| ------- | --------------------- | ---------------------------------- | ---------------------------- |
| 2000    | Kris Duangphung       | Fulda (Mr. Arabella Pro7)          | Trèves                       |
| 2001    | Andreas Pandrick      | Dortmund                           | Dortmund, Casino Hohensyburg |
| 2002    | Christopher Sackeyfio | Francfort-sur-le-Main              | Dortmund, Casino Hohensyburg |
| 2003    | Reinhardt Notthoff    | Cologne                            | Dortmund, Casino Hohensyburg |
| 2004    | Edward (Eddi) Kretzer | Griesheim (Mr. Hessen)             | Dortmund, Casino Hohensyburg |
| 2005/06 | Mark Wilke            | Tangerhütte                        | Rostock, Trihotel            |
| 2007/08 | Philipp Holl          | Berlin                             | Dortmund, Casino Hohensyburg |
| 2008/09 | Marcus Vehma          | Berlin                             | Eisenach, Diskothek MAD      |
| 2010/11 | Alessandro Izzo       | Hockenheim (Mr. Rhein-Neckar 2010) | Bergheim, Medio Rhein Erft   |

Le concours se déroule de 2002 à 2006 en même temps que l'élection des Misses Deutschland et en septembre 2007 pour la première fois en même temps que la Miss Deutschland.
Andreas Pandrick est Mister Intercontinental à Celle en 2001.

## Participants allemands aux compétitions internationales
Tous les participants répertoriés ici ne portaient pas le titre Mister Germany : les finalistes de Mister Deutschland furent également délégués.
Le classement dans la compétition internationale concernée est indiqué entre parenthèses après le nom : Un chiffre signifie la place, DF = demi-finaliste.
| Jahr | Manhunt International | Mr World             | Mr International     | Mr Intercontinental        |
| ---- | --------------------- | -------------------- | -------------------- | -------------------------- |
| 1993 | Thomas Sasse (1)      |                      |                      |                            |
| 1994 | Sascha Rose           |                      |                      |                            |
| 1995 | Andreas Sasse         |                      |                      |                            |
| 1996 | Pas de compétition    | Konrad Meyer         |                      |                            |
| 1997 | Mario Schuster        | Pas de compétition   |                      |                            |
| 1998 | Tamme Boh Tjarks (2)  | Adrian Ursache       | Tamme Boh Tjarks (3) | Bernd Schuster             |
| 1999 | Patrick Urban         | Pas de compétition   | inconnu              | Patrick Urban (1)          |
| 2000 | Kris Duangphung (DF)  | Marcel Barkowski (2) | Martin Richter (DF)  | Kris Duangphung (DF/10)    |
| 2001 | Marco Lichtenberg     | Pas de compétition   | Reinhard Leithold    | Andreas Pandrick (1)       |
| 2002 | Christopher Sackeyfio | Pas de compétition   | Pas de participation | Christopher Sackeyfio (DF) |
| 2003 | Pas de compétition    | Joachim Federer      | inconnu              |                            |
| 2004 | Pas de compétition    | Pas de compétition   | Pas de compétition   |                            |
| 2005 | Mark Wilke            | Pas de compétition   | Pas de compétition   |                            |
| 2006 | Ercan Yaşin           | Pas de compétition   | Warren Taubitz       |                            |
| 2007 | Mahmut Karaton        | Mark Wilke           | Pas de participation |                            |
| 2008 | Simon Payer           | Pas de compétition   | Pas de participation |                            |
| 2009 | Pas de compétition    | Pas de compétition   | Pas de participation |                            |
| 2010 | Marco Beer            | Michael Pichler (DF) |                      |                            |
| 2012 |                       | Alessandro Izzo      |                      |                            |